# Sehwa Girls' High School
Sehwa Girls' High School (coreano: 세화여자고등학교)  es un colegio privado surcoreano solo para mujeres, ubicado en Banpo-dong, Seocho-gu, Seúl.

## Historia
Fue fundada el 1 de marzo de 1978. El actual director Won Yoo-shin fue nombrado el 1 de marzo de 2014 como undécimo director.

## Directores
Lista de directores del instituto 
- 1: Song Hak-joon (1978—1980)
- 2: Moon Young-gak (1980—1984)
- 3: Hong Seong-joon (1984—1985)
- 4: Moon Young-gak (1985—1989)
- 5: Baek Soo-dong (1989—1993)
- 6: Jeong Jin-ui (1993—1997)
- 7: Oh Gi-soon (1997—2004)
- 8: Chae Nam-joo (2004—2008)
- 9: Park Jeong-shin (2008—2012)
- 10: Jeon Seon-gil (2012—2014)
- 11: Won Yoo-shin (2014—presente)[4]

## Notables egresadas

### Entretenimiento
- Kang Min kyung - Cantante y miembro de Davichi
- Gummy - Cantante
- Kim Wan sun - Cantante
- Lee Hyun-ji - Cantante
- Euaerin - Cantante y miembro de Nine Muses
- Jin Se yeon - Actriz
- Lee Mi-yeon - Actriz
- Park Ro-sa - Actriz
- Yoo Na-mi - Actriz
- Choi Moon-gyeong - Actriz de Películas
- Sohn Mina - Locutora y escritora

### Deportes
- Choi Ji-eun - Patinaje
- Joo Min-jin -  Patinaje de velocidad sobre pista corta (retirada)
- Shim Suk hee - Patinaje de velocidad sobre pista corta
- Ko Gi-hyun - Patinaje de velocidad sobre pista corta
- Cho Ha-ri - Patinaje de velocidad sobre pista corta
- Choi Min-kyung - Patinaje de velocidad sobre pista corta
- Choi Eun-kyung - Patinaje de velocidad sobre pista corta
- Son Soo min - Patinaje de velocidad sobre pista corta
- Lee Young-joo -Voleibol
- Hwang Min-gyeong -  Voleibol
- Chella Choi - Golf Profesional

### Política
- Cho Yoon-sun